# Lily Yohannes
Lily Yohannes, née le 12 juin 2007 à Springfield, est une footballeuse internationale américaine. Elle évolue actuellement au poste de milieu de terrain pour l'OL Lyonnes.

## Biographie
Lily Yohannes naît à Springfield en Virginie. Ses parents sont érythréens. Son grand-père maternel, Bokretsion Gebrehiwot, a joué pour l'équipe d'Éthiopie. Elle commence le football à 5 ans. Alors qu'elle a 10 ans, sa famille déménage aux Pays-Bas. À 13 ans, elle rejoint les équipes de jeunes de l'Ajax Amsterdam.

### En club
À 15 ans, elle signe son premier contrat professionnel avec l'Ajax. Le 15 novembre 2023, elle dispute son premier match de Ligue des champions à seulement 16 ans et 3 mois (victoire 2-0 face au Paris Saint-Germain) et devient la plus jeune joueuse titulaire dans la compétition. Elle est élue espoir de l'année du championnat néerlandais en 2024.
En 2025, elle quitte l'Ajax pour rejoindre l'OL Lyonnes et ses coéquipières en sélection Lindsay Horan et Korbin Albert.

### En sélection
En équipes de jeunes, Lily Yohannes est sélectionnée tantôt par les États-Unis, tantôt par les Pays-Bas. En mars 2024, elle est convoquée avec les Américaines pour la SheBelieves Cup. Elle dispute son premier match senior avec l'USWNT le 4 juin 2024 lors d'un match amical face à la Corée du Sud et inscrit son premier but 10 minutes après son entrée en jeu. Non sélectionnée pour les Jeux olympiques de Paris, elle est alors toujours sélectionnable par les Pays-Bas. À la fin de l'année, elle opte définitivement pour les États-Unis. Elle dispute un match face aux Pays-Bas le 3 décembre 2024, où elle est sifflée par le public Oranje lui reprochant de ne pas avoir choisi la sélection néerlandaise,.

## Palmarès
Ajax Amsterdam
- Coupe des Pays-Bas (1) :
  - Vainqueure en 2023-2024